# 太田市立休泊小学校
太田市立休泊小学校（おおたしりつ きゅうはくしょうがっこう）は、群馬県太田市龍舞町にある公立小学校。

## 学区
- 龍舞町1区[1]
- 龍舞町2区
- 龍舞町3区
- 龍舞町竜内
- 沖之郷町
- 茂木町
- 下小林町1区
- 下小林町2区
- 八重笠町

## 学校周辺
- 太田市立休泊中学校
- ぐんま国際アカデミー 中等部・高等部
- 東武小泉線：竜舞駅
- 群馬県立太田工業高等学校
- イオンモール太田